# Avoir su...
Avoir su… est une série télévisée humoristique québécoise en vingt épisodes de 25 minutes scénarisée par Pascal Blanchet, Jean-François Mercier et Louis-Philippe Morin, diffusée entre le 6 février et le 20 novembre 2001 sur le réseau TVA.

## Synopsis
Charles Sanschagrin est journaliste. Il perd son amoureuse et apparaît ivre à la télévision. Il sera donc transféré à la station locale de Ste-Ginette, une petite ville peu populeuse et située très loin. Il doit se mêler à l'équipe assez éclectique de la station.

## Distribution

### Acteurs principaux
- Jean-Nicolas Verreault : Charles Sanschagrin
- Martin Drainville : Royal Gendron
- Denis Mercier : Cantin Quintal
- Rachel Fontaine : Julie St-Onge
- Josée Deschênes : Francine Lafrance
- Suzanne Lévesque : Gracie Daveluy

### Acteurs secondaires
- Guillaume Lemay-Thivierge : Ben
- Michel Daigle : Jean-Marc
- Marc Gélinas : M. Giguère
- Mitsou Gélinas : Bélinda Ouellette
- Pauline Martin : Ginette
- Jean-Pierre Matte : Raymond
- Jean-François Mercier : Dan Daveluy
- Patrick Norman : Chuck
- Maurice Poirier : Momo
- Sylvie Potvin : Mme Boulu
- Jacynthe René : Mélanie

## Fiche technique
- Scénaristes : Pascal Blanchet, Jean-François Mercier et Louis-Philippe Morin
- Réalisation : Claude C.Blanchard et Richard Desmarais
- Producteurs : Claudio Luca et Gilbert Dumas
- Production : Ciné Télé Action

## Épisodes

### Première saison
1. Début, partie 1
2. Début, partie 2
3. L'Initiation
4. Ben au chômage
5. Salut, Ste-Ginette
6. L'Inondation
7. L'Ami de Cantin
8. La Collecte de sang
9. Alerte à la bombe
10. Le Futur patron

### Deuxième saison
1. Là encore plus fabuleuse
2. Le Mari de Francine
3. Miss Barbecue
4. La Fête de Francine
5. Motivation
6. Karaté
7. Monsieur Pitou
8. La Séparation de Royal
9. Super Héros
10. La mort de Royal